# Lasila
Lasila – wieś w Estonii, w prowincji Virumaa Zachodnia, w gminie Rakvere.